# Dieffenbachia costata
Dieffenbachia costata är en kallaväxtart som beskrevs av Johann Friedrich Klotzsch och Heinrich Wilhelm Schott. Dieffenbachia costata ingår i släktet prickbladssläktet, och familjen kallaväxter. Inga underarter finns listade.